# Vinařice (Beroun)
Vinařice é uma comuna checa localizada na região da Boêmia Central, distrito de Beroun.